# Edgar Teixeira
Edgar Jesus Pereira Oliveira Teixeira (Argoncilhe, 1º dicembre 1989) è un ex calciatore portoghese naturalizzato macaense, di ruolo attaccante.

## Statistiche

### Cronologia presenze e reti in nazionale
| Cronologia completa delle presenze e delle reti in nazionale ― Macao | Cronologia completa delle presenze e delle reti in nazionale ― Macao | Cronologia completa delle presenze e delle reti in nazionale ― Macao | Cronologia completa delle presenze e delle reti in nazionale ― Macao | Cronologia completa delle presenze e delle reti in nazionale ― Macao | Cronologia completa delle presenze e delle reti in nazionale ― Macao | Cronologia completa delle presenze e delle reti in nazionale ― Macao | Cronologia completa delle presenze e delle reti in nazionale ― Macao |
| Data                                                                 | Città                                                                | In casa                                                              | Risultato                                                            | Ospiti                                                               | Competizione                                                         | Reti                                                                 | Note                                                                 |
| -------------------------------------------------------------------- | -------------------------------------------------------------------- | -------------------------------------------------------------------- | -------------------------------------------------------------------- | -------------------------------------------------------------------- | -------------------------------------------------------------------- | -------------------------------------------------------------------- | -------------------------------------------------------------------- |
| 9-10-2015                                                            | Taipei                                                               | Taipei cinese                                                        | 5 – 1                                                                | Macao                                                                | Amichevole                                                           | -                                                                    |                                                                      |
| 29-3-2016                                                            | Malacca                                                              | Malaysia                                                             | 0 – 0                                                                | Macao                                                                | Amichevole                                                           | -                                                                    |                                                                      |
| 30-6-2016                                                            | Dededo                                                               | Macao                                                                | 2 – 2                                                                | Mongolia                                                             | Coppa dell'Asia orientale 2017 - Prima fase                          | -                                                                    | 70’                                                                  |
| 2-7-2016                                                             | Dededo                                                               | Isole Marianne Settentrionali                                        | 1 – 3                                                                | Macao                                                                | Coppa dell'Asia orientale 2017 - Prima fase                          | -                                                                    |                                                                      |
| 4-7-2016                                                             | Dededo                                                               | Taipei cinese                                                        | 3 – 2                                                                | Macao                                                                | Coppa dell'Asia orientale 2017 - Prima fase                          | -                                                                    |                                                                      |
| 28-3-2017                                                            | Biškek                                                               | Kirghizistan                                                         | 1 – 0                                                                | Macao                                                                | Qual. Coppa d'Asia 2019                                              | -                                                                    |                                                                      |
| 13-6-2017                                                            | Taipa                                                                | Macao                                                                | 0 – 4                                                                | Birmania                                                             | Qual. Coppa d'Asia 2019                                              | -                                                                    |                                                                      |
| Totale                                                               |                                                                      | Presenze                                                             | 7                                                                    |                                                                      | Reti                                                                 | 0                                                                    |                                                                      |

## Palmarès

### Club

#### Competizioni nazionali
- Campionato macaense: 5

Benfica de Macau: 2014, 2015, 2016, 2017, 2018